# An Emperor's Jewel - The making of the Bulgari Hotel Roma
An Emperor's Jewel - The making of the Bulgari Hotel Roma è un documentario del 2024 scritto e diretto da Andrea Rovetta con la partecipazione dell'attrice Priyanka Chopa Jonas.
Il film è il dietro le quinte della nascita dell'hotel di lusso di Bulgari a piazza Augusto Imperatore a Roma.

## Produzione
Il documentario è il dietro le quinte della creazione dell’albergo, attraverso la narrazione di un percorso che parte evocando l’Impero di Augusto (che da città di mattoni aveva trasformato la sua Roma in città di marmo), fino all’evento di inaugurazione con la partecipazione di celebrities internazionali e oltre 600 ospiti arrivati nella città eterna da tutto il mondo. 
Partendo dal restauro dell'edificio di Vittorio Ballio Morpurgo, il documentario mostra le diverse fasi dell'intricata ristrutturazione a partire dalle prime fasi di ideazione e progettazione da parte degli architetti Antonio Citterio e Patricia Viel. 
Ci sono voluti più di 50 giorni di riprese per catturare il lavoro dietro le quinte degli artigiani che hanno apportato secoli di esperienza e tradizione alla creazione dell'Hotel Roma. Gli artigiani danno una rara testimonianza dell'immenso amore e della passione dietro il loro mestiere, esprimendo genuinamente la gioia di "lavorare con il cuore e le mani" per creare pezzi unici con un'"anima" .
È proprio nella realizzazione artigianale il segreto della bellezza, del lusso visto come qualcosa di realizzato a mano, unico, magari anche imperfetto e non da computer o da macchine. 
Per la prima volta una pellicola mostra tutto quello che i clienti non vedono: la meticolosa pianificazione, la genialità architettonica, la visione artistica, quella ricerca quasi maniacale della perfezione, che ha reso possibile la creazione di questo gioiello fatto a mano, con mani d’autore.

## Distribuzione
Il documentario è distribuito in 130 paesi del mondo attraverso Amazon Prime video. 

## Accoglienza
Dopo la serata di inaugurazione avvenuta all'interno del museo dell'Ara Pacis di Roma, sull'Hollywood reporter Boris Sollazzo scrive: "la macchina da presa si appoggia ai particolari di ogni opera d’arte e artigianale insieme incastonata in quest’albergo, indagandola nei laboratori da cui è nata o è stata scelta, l’emozione diventa reale, tridimensionale, perché puoi toccarla con mano. O osservarla. Perché, sì, la conosci. La riconosci". 